# Caramany
Caramany (occitansk: Caramanh) er en by og kommune i departementet Pyrénées-Orientales i Sydfrankrig.

## Geografi
Caramany ligger i Fenouillèdes 35 km vest for Perpignan. Nærmeste byer er mod nordvest Ansignan (8 km) og mod sydøst Belésta (5 km).

## Demografi

### Udvikling i folketal
| 1962                                                              | 1968 | 1975 | 1982 | 1990 | 1999 | 2007 | 2015 | 2017 |
| ----------------------------------------------------------------- | ---- | ---- | ---- | ---- | ---- | ---- | ---- | ---- |
| 327                                                               | 293  | 241  | 216  | 170  | 165  | 140  | 152  | 150  |
| Tal fra og med 1962 er uden dobbelttælling (sans doubles comptes) |      |      |      |      |      |      |      |      |